# Safiye Ayla
Safiye Ayla (* 13. September 1907 in İstanbul; † 14. Januar 1998 ebenda) war eine der bekanntesten Sängerinnen der türkischen klassischen Musik (türkisch Klâsik Türk Müziği).
Sie begann ihre musikalische Ausbildung als Klavierschülerin. Sie nahm Unterricht bei Mustafa Sunar und unterrichtete selbst, bis sie anfing, in den wichtigsten Casinos der damaligen Zeit als Hauptsolistin zu arbeiten.
Sie arbeitete mit den wichtigsten Künstlern der damaligen Zeit zusammen, darunter Yesari Asım Arsoy, Hafız Ahmet Irsoy, Selahattin Pınar, Saadettin Kaynak und Udi Nevres Bey. Sie sang 1932 auf Einladung des Istanbuler Gouverneurs vor Atatürk und wurde zu dessen Lieblingssängerin.
1950 heiratete sie den Künstler Şerif Muhittin Targan. Sie gab unzählige Konzerte für die Radiostationen in Istanbul und Ankara, nahm mehr als 500 Schallplatten auf und wurde auch außerhalb der Türkei bekannt.
Safiye Ayla wurde wegen ihres Gesangsstils, in den sie auch westliche musikalische Formen mit einfließen ließ, die berühmteste und erfolgreichste Sängerin der damaligen Zeit. Sie konnte selbst die höchsten Töne ohne Stimmverlust singen und legte sehr großen Wert auf die Aussprache. Ihr Repertoire, das klassische, moderne und volkstümliche Lieder einschloss, begeisterte ein breit gefächertes Publikum.
Mit Seninle doğan gündür bu gönül und Aşk yaprağına konarak koza öresim gelir bewies sie, dass sie auch selbst Lieder schreiben konnte. 1942 zeigte sie mit der Rolle als Königin Mimoza in der Theateraufführung Alabanda auch schauspielerisches Talent.
Safiye Ayla zählt mit Müzeyyen Senar und Hamiyet Yüceses zu den Üç dev Çınar („drei große Platanen“), ein Ehrentitel der türkischen Bevölkerung.

## Diskographie
- Safiye Ayla. Doppel-CD. Kalan Müzik, 2004